# Typhon Ivan
Pour les articles homonymes, voir Cyclone tropical Ivan.
Le typhon Ivan, connu aux Philippines sous le nom de typhon Narsing, fut un cyclone tropical intense qui vécut simultanément avec une autre tempête de même intensité en octobre 1997, le typhon Joan. Se formant à partir d'une perturbation tropicale le 13 octobre, Ivan s'est progressivement intensifié en typhon en se déplaçant progressivement vers l'ouest-nord-ouest. Le 15 octobre, la tempête a subi une intensification rapide et a atteint une intensité correspondant à l'état de catégorie 5 sur l'échelle de Saffir-Simpson.
En fin de journée du 17 octobre, Ivan a atteint sa force maximale avec des vents de 295 km/h et une pression barométrique centrale de 905 hPa. Peu de temps après, le typhon commença à affaiblir en s'approchant des Philippines qu'il toucha dans le nord de l'île de Luçon avec des vents de 220 km/h le 20 octobre, avant de redescendre à tempête tropicale le lendemain. La tempête s'est ensuite courbée vers le nord-est et est devenue extratropicale le 25 octobre et se dissipa le lendemain.
Bien qu’Ivan fut une tempête puissante, ses effets furent relativement mineurs. Cependant, 14 personnes furent tuées et deux autres ont été déclarées disparues. L'industrie agricole a subi les dégâts les plus graves, alors que des milliers d'animaux se sont noyés dans la tempête. Les dégâts totaux furent estimés à 9,6 millions $US de 1997. Au total, 1 779 maisons furent détruites, 13 771 autres furent endommagées et 4 600 hectares de terres agricoles furent inondés par la tempête.

## Évolution météorologique
Le typhon Ivan provient d'une perturbation tropicale près de l'équateur durant la première semaine d'octobre 1997. Deux creux équatoriaux, l'un dans l'hémisphère nord et l'autre dans l'hémisphère sud, se sont développés à partir de ce système. Les trois zones résultantes de basse pression ont formé : dans l'hémisphère sud le Cyclone tropical Lusi le 8 octobre et au nord de l'équateur les typhons Ivan à l'ouest et Joan à l'est. Situé dans un environnement sans activité convective significative, le précurseur d’Ivan a initialement lutté pour s'organiser mais commença bientôt à mûrir et le 11 octobre, le Joint Typhoon Warning Center (JTWC) a repéré un centre de circulation près de la surface, ce qui a provoqué l'émission d'une alerte cyclonique le lendemain.
Le système a suivi rapidement vers l'ouest-nord-ouest à une vitesse vers l'avant de 33 km/h. Le JTWC a publié son premier conseil sur la tempête tôt le 13 octobre, désignant la dépression tropicale 27W. [1] Vers cette époque, l'Agence météorologique japonaise (JMA) a également classé le cyclone comme une dépression tropicale.
Les caractéristiques des bandes convectives se sont développées tard le 13 octobre. Le JTWC a rehaussé le système à tempête tropicale et lui a donné le nom Ivan. Tôt le lendemain, le JMA a fait de même. Plus tard, le 14 octobre, Ivan a passé à peu près 100 km au sud de Guam et s'est ensuite intensifié. Plusieurs heures plus tard, le JMA a reclassé Ivan comme typhon. En 24 heures, les vents d’Ivan sont passés de 120 à 270 km/h, ce qui en faisait un super typhon de catégorie 5, le huitième de la saison. Tard le 17 octobre, Ivan a atteint son intensité maximale avec des vents de 295 km/h et une pression barométrique centrale officielle de 905 hPa,. Cependant, le JTWC a signalé une pression non officielle de 872 hPa, ce qui classerait Ivan au deuxième rang des plus forts cyclones tropicaux avec les typhons Gay, Angela, Joan, Keith et Zeb, ainsi que l'ouragan Patricia.
En raison de la proximité du typhon Joan, les modèles de prévisions prévoyaient que la trajectoire d’Ivan courberait vers le nord avant d'atteindre les Philippines. Cependant, la tempête a maintenu sa trajectoire jusqu'à l'impact avec ce pays. Le typhon a cependant commencé à ralentir et à s'affaiblir, et le 20 octobre, son centre a touché l'extrême nord de l'île de Luçon avec des vents de 220 km/h. Après avoir émergé dans le détroit de Luçon, Ivan s'est finalement dirigé vers le nord-nord-est et est redescendu au niveau d'une tempête tropicale. Le 22 octobre, la tempête a repris brièvement le statut de typhon avant d'accélérer. Le système s'est constamment affaibli ensuite et le JTWC a publié son dernier bulletin le 24 octobre. Le JMA a continué à surveiller le cyclone Ivan une autre journée avant de le classer comme extratropical. Les restes du puissant typhon se sont finalement dissipés le 26 octobre.

## Préparatifs
Des milliers de personnes furent évacuées des régions du nord des Philippines pendant l'approche du typhon. L'alimentation électrique fut coupée avant la tempête afin de réduire le risque d'électrocution. Quatre vols furent annulés à Taiwan, à Hong Kong et aux Philippines en raison de la tempête Les habitants de Taiwan furent invités à prendre des précautions pour le typhon Ivan, bien que les typhons automnaux soient rares dans l'île. Les navires furent exhortés à rester au port en raison de la mer agitée au large des Philippines. Les agences de secours furent mises sur un pied d'alerte, des stocks de biens de premières nécessités furent constitués, la marine nationale fut mise en veille et des véhicules militaires de recherche et de sauvetage furent préparés.

## Impact
Le 20 octobre, Ivan toucha le nord des Philippines, provoquant des pluies torrentielles qui ont déclenché de graves inondations locales. Dans tout le pays, 14 personnes furent tuées, deux autres furent portées disparues [8] dont une personne qui s'est noyée dans les eaux des crues à Cagayan. Les dégâts totaux furent estimés à 9,6 millions $US de 1997. Au total, 1 779 maisons furent détruites, 13 771 autres furent endommagées et 4 600 hectares de terres agricoles furent inondés par la tempête,. 
Des pertes de récoltes furent signalées dans tout le nord de Luçon. De nombreuses lignes électriques et des arbres furent abattus dans toute la région, les glissements de terrain provoqués par la pluie bloquèrent plusieurs routes. Les élevages de volailles et les pêcheries subirent des dégâts considérables, dont des pertes de 3,6 millions de dollars attribuables à la perte de stocks dans deux entreprises. Plusieurs milliers d'animaux se sont noyés pendant la tempête.
Les précipitations provenant du typhon furent cependant jugées utiles car la zone touchée souffrait d'un déficit de précipitations depuis plusieurs mois. Des dégâts mineurs furent également signalés aux îles Marshall, l'île de Tiyan enregistra 134 mm de pluie contribuant à des précipitations supérieures à la moyenne au cours du mois d'octobre,.